# Fengersfors
Fengersfors is een plaats in de gemeente Åmål in het landschap Dalsland en de provincie Västra Götalands län in Zweden. De plaats heeft 375 inwoners (2005) en een oppervlakte van 97 hectare.